# Silvio Canevazzi
Silvio Canevazzi (Modena, 16 marzo 1852 – Bologna, 13 marzo 1918) è stato un ingegnere italiano.

## Biografia
Nacque nel 1852 a Saliceta San Giuliano, oggi uno dei quartieri di Modena, da Alessandro e Carolina Bertolani.
Canevazzi studiò alla facoltà di matematica dell'Università di Modena dal 1868 al 1870 e poi passò al Politecnico di Milano, dove si laureò nel 1873 in ingegneria civile. Nel 1873 fu nominato assistente del professore nella cattedra di meccanica applicata in ingegneria civile all'Università La Sapienza di Roma, e poi assistente della cattedra di costruzione di ponti e strade. Nel 1875 vinse un concorso di ingegneria sponsorizzato dal corpo reale degli ingegneri minerari e fu inviato dal ministero italiano dell'agricoltura per studiare aLiegi, dove ottenne il diploma di Ingegnere delle miniere ed industrie. Nel 1877, Cesare Razzaboni, che stava organizzando la Scuola di applicazione per ingegneri a Bologna (futura Facoltà d'Ingegneria), ha invitato Canevazzi a occuparsi della meccanica applicata nell'ingegneria civile. In quella carica accademica a Bologna, Canevazzi nel 1880 fu nominato presidente della costruzione di ponti e idraulica per ingegneria civile e anche presidente della meccanica applicata in ingegneria civile. Ha ricoperto le due cattedre accademiche fino alla sua morte. Fondò il Laboratorio sperimentale per la resistenza dei materia. Nel 1911 fu nominato direttore della scuola di ingegneria di Bologna.
La ricerca di Canevazzi si è occupata di equilibri molecolari nella meccanica statica, applicazioni del teorema di Menabrea nell'elasticità, e studi sul cemento armato. Ha sviluppato un nuovo metodo per calcolare le sollecitazioni statiche per gli edifici nelle zone sismiche. Il suo metodo ha influenzato i codici di costruzione per la resistenza ai terremoti. Canevazzi, in collaborazione con Cesare Ghillini, ha svolto importanti ricerche sulle sollecitazioni meccaniche sullo scheletro umano, in particolare sul femore. I loro studi sono stati utile nella progettazione di protesi.
Tra i suoi studenti figura Pier Luigi Nervi.

## Opere
- Sopra alcune formule della resistenza dei materiali, Bologna 1880;
- Monografia del Gabinetto di meccanica applicata alle costruzioni e di ponti della R. Scuola di applicazione per gli ingegneri di Bologna, Bologna 1881;
- Sulla teoria delle travature, Bologna 1886;
- Teoria generale della resistenza dei materiali - Meccanica applicata alle costruzioni, I, 1, Torino 1891;
- Statica delle costruzioni - Meccanica applicata alle costruzioni, II, 1, Torino 1892;
- Sugli sforzi latenti del siderocemento, Bologna 1901;
- Ferrocemento - Formule di elasticità e resistenza, Torino 1904;
- Sulla determinazione dell'asse neutro o di rotazione nelle sezioni trasversali di un solido in muratura, Bologna 1905;
- Sulla conservazione delle opere cementizie in presenza degli olii e dei corpi grassi in genere, Stab. del Genio civile, 1914
- Metodo abbreviato di calcolo per le travi quadrangolate ad asse rettilineo e ad altezza costante o variabile, Bologna 1916;
- Archi elastici ribassati - Metodo abbreviato di calcolo, Bologna 1917;
- Sulle linee di influenza nella scienza delle costruzioni, Bologna 1918